# Werner Lippoldt
Werner Lippoldt, né le 16 février 1944 à Ostrava en protectorat de Bohême-Moravie, est un tireur sportif allemand ayant représenté la République démocratique allemande.

## Palmarès

### Jeux olympiques d'été
- Jeux olympiques d'été de 1972 de Munich
  -  Médaille de bronze en carabine 3 positions 50m[1]